# Szathmáry Károly (újságíró)
Szathmáry Károly (Vásáros, 1920 – Temesvár, 2002. augusztus 8.) erdélyi magyar gépészmérnök, újságíró és műszaki szakíró.

## Életútja, munkássága
Középiskolába Temesváron járt, de gimnáziumi tanulmányait a pápai Református Kollégiumban fejezte be; a bécsi döntést követően ugyanis átszökött Magyarországra. A második világháborúban a magyar hadsereg katonájaként vett részt, fogságba került, a hírhedt temesvári fogolytábort is megjárta. Fogságélményeit többször is megírta. Hazatérve egy ideig szövőipari tanuló, majd mester; mérnöki oklevelet 1955-ben a temesvári műegyetem gépészeti karán szerzett. Három évig a temesvári Szabad Szó c. napilap ipari rovatát vezette, majd a temesvári Politechnikai Intézet tanára volt. Később a műszaki szolgálat vezetőjeként nyugdíjazásáig az Emelő-Szállítógépek Tervező- és Kutatóintézetében dolgozott.
Szakdolgozatait hazai román szaklapok közölték, cikkei, visszaemlékezései a Szabad Szóban és az Előrében jelentek meg.